# Natación en los Juegos Olímpicos de Londres 2012 – Relevo 4 x 100 metros estilo combinado masculino
El evento de relevo 4 x 100 metros estilo combinado masculino de natación olímpica en los Juegos Olímpicos de Londres 2012 tomó lugar entre 3 al 4 de agosto en el Centro Acuático de Londres.

## Récords
RM=Récord mundial
RO=Récord olímpico
RN=Récord nacional
Ninguno

## Resultados

### Heats
| Rank | Heat | Línea | Nación                        | Nadadores | Tiempo  | Notas |
| ---- | ---- | ----- | ----------------------------- | --- | ------- | ----- |
| 1    | 2    | 4     | Estados Unidos (USA)          | Nick Thoman (53.31) Eric Shanteau (59.69) Tyler McGill (51.53) Cullen Jones (48.12)                          | 3:32.65 | Q     |
| 2    | 1    | 1     | Reino Unido (GBR)             | Liam Tancock (53.98) Craig Benson (59.68) Michael Rock (51.66) Adam Brown (48.22)                            | 3:33.44 | Q     |
| 3    | 2    | 3     | Japón (JPN)                   | Ryosuke Irie (53.08) Kosuke Kitajima (59.47) Takeshi Matsuda (52.09) Takuro Fujii (49.00)                    | 3:33.64 | Q     |
| 4    | 1    | 4     | Australia (AUS)               | Hayden Stoeckel (53.89) Brenton Rickard (59.95) Matt Targett (51.30) Tommaso D'Orsogna (48.59)               | 3:33.73 | Q     |
| 5    | 1    | 3     | Países Bajos (NED)            | Nick Driebergen (53.98) Lennart Stekelenburg (1:00.52) Joeri Verlinden (51.46) Sebastiaan Verschuren (47.82) | 3:33.78 | Q     |
| 6    | 2    | 5     | Alemania (GER)                | Helge Meeuw (53.82) Christian vom Lehn (1:01.13) Steffen Deibler (51.18) Marco di Carli (48.15)              | 3:34.28 | Q     |
| 7    | 2    | 6     | Hungría (HUN)                 | László Cseh (53.78) Dániel Gyurta (59.63) Bence Pulai (52.47) Dominik Kozma (48.56)                          | 3:34.44 | Q     |
| 8    | 1    | 2     | Canadá (CAN)                  | Charles Francis (53.91) Scott Dickens (1:00.60) Joe Bartoch (52.43) Brent Hayden (47.52)                     | 3:34.46 | Q     |
| 9    | 2    | 2     | Nueva Zelanda (NZL)           | Gareth Kean (54.01) Glenn Snyders (59.00) Andrew McMillan (52.77) Carl O'Donnell (48.74)                     | 3:34.52 |       |
| 10   | 2    | 7     | Francia (FRA)                 | Camille Lacourt (53.63) Giacomo Perez d'Ortona (1:00.03) Romain Sassot (52.17) Yannick Agnel (48.77)         | 3:34.60 |       |
| 11   | 1    | 8     | República Popular China (CHN) | Cheng Feiyi (53.70) Li Xiayan (1:00.96) Zhou Jiawei (51.44) Lu Zhiwu (48.55)                                 | 3:34.65 |       |
| 12   | 1    | 7     | Rusia (RUS)                   | Vladimir Morozov (53.99) Viatcheslav Sinkevich (1:00.80) Nikolay Skvortsov (51.83) Andrey Grechin (48.32)    | 3:34.94 |       |
| 13   | 2    | 8     | Sudáfrica (RSA)               | Charl Crous (55.23) Cameron van der Burgh (58.96) Chad le Clos (51.83) Leith Shankland (49.21)               | 3:35.23 |       |
| 14   | 1    | 5     | Italia (ITA)                  | Mirco Di Tora (54.67) Fabio Scozzoli (1:00.28) Matteo Rivolta (53.10) Luca Dotto (48.83)                     | 3:36.88 |       |
| 15   | 1    | 6     | Brasil (BRA)                  | Thiago Pereira (54.45) Felipe França Silva (1:00.77) Kaio de Almeida (53.61) Marcelo Chierighini (48.17)     | 3:37.00 |       |
| 16   | 2    | 1     | Polonia (POL)                 | Radosław Kawęcki (54.65) Dawid Szulich (1:01.39) Paweł Korzeniowski (52.40) Kacper Majchrzak (49.72)         | 3:38.16 |       |

### Final
| Rank              | Línea | Nación               | Nadadores | Tiempo  | Notas |
| ----------------- | ----- | -------------------- | --- | ------- | ----- |
| Medalla de oro    | 4     | Estados Unidos (USA) | Matt Grevers (52.58) Brendan Hansen (59.19) Michael Phelps (50.73) Nathan Adrian (46.85)                     | 3:29.35 |       |
| Medalla de plata  | 3     | Japón (JPN)          | Ryosuke Irie (52.92) Kosuke Kitajima (58.64) Takeshi Matsuda (51.20) Takuro Fujii (48.50)                    | 3:31.26 |       |
| Medalla de bronce | 6     | Australia (AUS)      | Hayden Stoeckel (53.71) Christian Sprenger (59.05) Matt Targett (51.60) James Magnussen (47.22)              | 3:31.58 |       |
| 4                 | 5     | Reino Unido (GBR)    | Liam Tancock (53.40) Michael Jamieson (59.27) Michael Rock (51.74) Adam Brown (47.91)                        | 3:32.32 |       |
| 5                 | 1     | Hungría (HUN)        | László Cseh (53.40) Dániel Gyurta (59.01) Bence Pulai (51.82) Dominik Kozma (48.79)                          | 3:33.02 | RN    |
| 6                 | 7     | Alemania (GER)       | Helge Meeuw (53.78) Christian vom Lehn (1:00.30) Steffen Deibler (50.91) Markus Deibler (48.07)              | 3:33.06 |       |
| 7                 | 2     | Países Bajos (NED)   | Nick Driebergen (53.79) Lennart Stekelenburg (1:00.24) Joeri Verlinden (51.86) Sebastiaan Verschuren (47.57) | 3:33.46 |       |
| 8                 | 8     | Canadá (CAN)         | Charles Francis (54.16) Scott Dickens (1:00.29) Joe Bartoch (52.32) Brent Hayden (47.42)                     | 3:34.19 |       |